# Hellesylt
Hellesylt este o localitate din comuna Stranda, provincia Møre og Romsdal, Norvegia, cu o suprafață de 0,41 km² și o populație de 253 locuitori (2013).